# Cercopithecus campbelli
La mona de Campbell (Cercopithecus campbelli) es un primate catarrino de la familia Cercopithecidae, que habita en África Occidental.

## Descripción
El color es gris amarillento en el dorso. La zona ventral es más clara. El rostro predominantemente azul, con barba blanca. Mide entre 35 y 55 cm de altura, alcanzando un peso de hasta 6 kg.

## Difusión y hábitat
El área de difusión es el África Occidental, desde Gambia a Liberia. Específicamente en los siguientes países: Gambia, Guinea, Guinea-Bissau, Liberia, Senegal y Sierra Leona. Cercopithecus lowei se consideraba una subespecie habitante en Costa de Marfil y Ghana, pero actualmente se considera una especie diferente. El hábitat incluye distintos tipos de bosques.

## Comportamiento
Llevan vida arborícola y tienen actividad diurna. Viven en grupos territoriales formados por unos 13 individuos, con un macho adulto y varias hembras y crías.
Se alimentan sobre todo de fruta, si bien la dieta incluye también semillas y otros vegetales así como, ocasionalmente, insectos y otros animales pequeños. La gestación dura sobre cinco meses y al término nace una sola cría por lo general. Los cuidados maternos duran un año más o menos. La madurez sexual se alcanza entre 2 y 3 años de edad.
Estudios realizados en 2009 sugieren que esta especie posee una de las formas más avanzadas de comunicación animal, con una sintaxis rudimentaria.

## Taxonomía
Se han descrito dos subespecies:
- C. c. campbelli
- C. c. lowei (Lernould, 1988)

Algunos autores consideran a esta última una especie diferente.